# Yordan Hadji Konstantinov-Djinot
Yordan Hadji Konstantinov, dit Djinot (« le djinn ») (bulgare : Йордан Хаджиконстантинов - Джинот, ou Jordan Hadži Konstantinov, dit Džinot (en macédonien : Јордан Хаџи Константинов-Џинот), né vers 1818 et mort le 22 août 1882), est un professeur bulgare, philanthrope, dramaturge et écrivain, considéré comme une figure importante de la renaissance nationale bulgare du XIXe siècle,,. Yordan Hadji Konstantinov dédia toute sa vie à l'éducation publique séculaire en promouvant activement l'usage de la langue bulgare et les pratiques pédagogiques modernes. Il est le plus souvent considéré comme Bulgare car la nation macédonienne n'a été reconnue qu'après sa mort et parce qu'il a défendu les idées bulgares. En Macédoine du Nord, il est toutefois reconnu comme Macédonien, car natif d'une ville aujourd'hui macédonienne, il écrivait dans un dialecte macédonien.
Il est né vers 1818 à Vélès, alors dans l'Empire ottoman et aujourd'hui en Macédoine du Nord. Il a reçu son éducation primaire dans une école religieuse de sa ville puis est allé étudier à Thessalonique et à Samokov. En 1840, il commence à enseigner comme professeur particulier, puis, en 1845, il est nommé dans une école municipale de Vélès. Pris dans un conflit avec les autorités religieuses grecques, il doit quitter la ville et s'installe à Skopje en 1848 où il est également professeur et où il commence à employer la pédagogie moderne. Il est aussi connu pour avoir introduit le théâtre dans les écoles. En même temps, il publie quelques articles patriotiques dans un journal bulgare, le « Tsarigradski vestnik ». En janvier 1857, sous la pression de l'évêque grec de Skopje, il doit démissionner, et les autorités ottomanes le bannissent de la ville.
En 1861, lorsque le Grand Vizir visite Vélès, l'évêque de la ville accuse Yordan d'espionnage et de trahison pour les Serbes et le leader bulgare Georgi Sava Rakovski, dont les livres et les journaux sont interdits en Turquie, mais que Yordan possède dans sa bibliothèque. Le Grand Vizir croit l'évêque et exile Yordan à Aydın, en Asie mineure. Sur la route d'Aydın, Yordan perd un œil et il ne revient d'exil qu'en 1863. Il meurt à Vélès en 1882.